# パロミデス
パロミデス卿（Palomides）は、アーサー王物語に登場する円卓の騎士のメンバーの一人。発音としては、パラミティーズ卿、パラメデス卿（Palamedes）などを採用しているものもある。トリスタン卿とイゾルデへの愛をめぐって争ったこと、「唸る獣」の探求をしたことで有名。なお、弟のサフィア卿も円卓の騎士である。もともとがサラセン人（イスラム教徒）であるという異色の経歴を持つ。アーサー王が活躍した時期は6世紀ころ、ムハンマドの活躍は7世紀、またイスラム教の発展はさらにそれ以降。（パロミデスが黒人であるという説はここからきている）

## 作中の活躍

パロミデス' 纹章学

登場した直後はイゾルデへの愛のため、トリスタン卿と幾度となく争った。初期はお互いを嫌いあっており、ある槍試合ではトリスタン卿はあえてパロミデス卿の所属していない陣営に参加したりしており、まさに不倶戴天の間柄であった。しかし、トリスタン卿に命を助けられたり、一緒に行動しているうちに徐々にトリスタン卿とは友情めいた関係を結ぶことになる。最終的には、トリスタン卿に敗れたパロミデス卿は、彼の手によってキリスト教の洗礼を受けることになる。
非常に武勇に優れており、ある槍試合ではガウェイン卿を含めた円卓の騎士を10人も打ち破っている。実際のところ、パロミデス卿はランスロット卿やトリスタン卿、ラモラック卿などの以外には殆ど負けることはないほどである。しかしながら、初期においては悪役としての活躍が目立つ。たとえば、イゾルデを誘拐したり、騎士道にはうとく、槍試合中にランスロット卿の馬の首を刎ねるといった卑怯な行為をしたりしている。さらには、既にトリスタン卿と仲間になっていたのにもかかわらず、イゾルデとトリスタン卿の関係に嫉妬してトリスタン卿を殺そうとしたりしている。しかし、全体を通して貴婦人には礼を尽くす人物として知られており、人品が卑しいわけではない。後々には武装していないトリスタン卿との戦いを拒否したりと、単なる悪役ではなく騎士としての面が強調されるようになる。
マロリー版ではパロミデス卿を主人公としたエピソードもある。この話ではパロミデス卿は「真紅の街」の領主であるハーマン卿の依頼を受け、単身で「真紅の街」へ乗り込む。そこで、卑劣なヒーリアス卿・ヒーラック卿の兄弟と二対一で戦い、これに勝利するというものである（マロリー版10巻61章以下）。
物語後半、アーサー王とランスロット卿の間で対立が激化し、円卓の騎士がアーサー王派とランスロット卿派に分裂したさいには、弟のサフィア卿ともどもランスロット卿派に所属。アーサー王の軍と激しく戦った。この戦争が終了すると、ランスロット卿によりプロヴァンスの公爵に封じられた。ヴルゲート後のサイクル』でも『散文トリスタン』でも、彼は最終的にガウェインに殺される。